# Lorna Norori

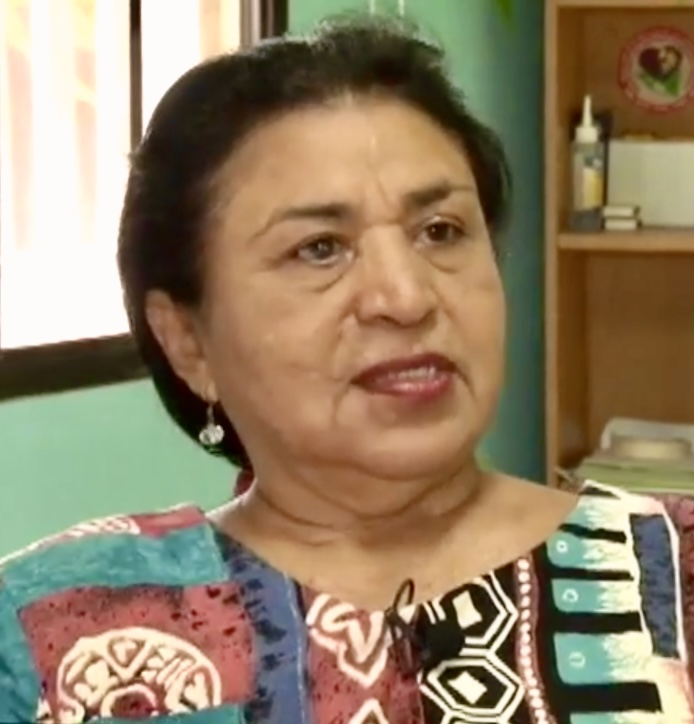
Lorna Norori 2017

Lorna Norori – obrończyni praw kobiet z Nikaragui, psycholog, koordynatorka organizacji MCAS (el Movimiento contra el Abuso Sexual – Ruch przeciwko przemocy seksualnej).

## Działalność
Lorna Norori działa w nikaraguańskiej organizacji Sieć Kobiet Przeciwko Przemocy, która pomaga ofiarom, często podlegającym rozmaitym naciskom ze strony władz świeckich i kościelnych. W 2008 roku w Nikaragui zaostrzono prawa aborcyjne, przez które możliwe stały się aresztowania kobiet, które zdecydowały się na usunięcie ciąży. Jednocześnie kraj ma jeden z najwyższych wskaźników przemocy wobec dzieci na świecie.
30 października 2009 roku Lorna Norori, Maria Blandon i siedem innych działaczek społecznych zostały zatrzymane przez policję za zaangażowanie w sprawę gwałtu i ciąży dziewięcioletniej dziewczynki o imieniu Rosita w Kostaryce. Norori wraz z pozostałymi działaczkami pomagały rodzicom dziewczynki znaleźć możliwość bezpiecznej aborcji w kraju lub poza nim. Działaczkom grozi proces sądowy. Według Amnesty International jest to metoda zniechęcania do dalszych działań przeciwko obecnej polityce władz, a na rzecz praw dzieci i kobiet.
Sprawa zgwałconej dzieczynki stała się głośna i często przywoływana w kontekście liberalizacji praw aborcyjnych.
Norori sprzeciwia się częstemu zmuszaniu dziewczynek poniżej 15 roku życia do rodzenia dzieci w sytuacji, gdy według prawa są ofiarami gwałtu. Według danych MCAS, około 40 procent ofiar gwałtu w Nikaragui nie ma możliwości dostępu do wsparcia prawnego.